# L'Arc〜en〜Ciel WORLD TOUR 2012
『WORLD TOUR 2012』（ワールド・ツアー にせんじゅうに）は、日本のロックバンド、L'Arc〜en〜Cielが2012年に開催したコンサートツアー。この項では、「20th L'Anniversary WORLD TOUR 2012 THE FINAL」及び「20th L'Anniversary Year Live in Hawaii」についても併せて解説する。

## 概要

### WORLD TOUR 2012

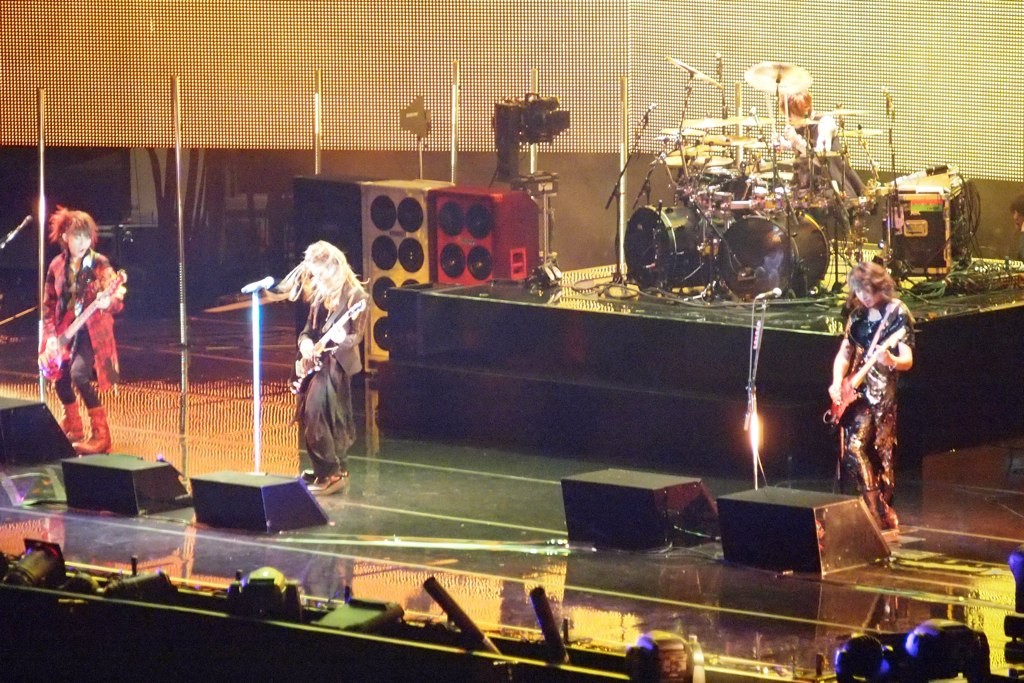
日本人ミュージシャンとして初の単独公演となったマディソン・スクエア・ガーデンでのライヴの模様

「WORLD TOUR 2012」は、L'Arc〜en〜Cielが2012年3月3日から同年5月5日にかけて日本国外10都市（香港、バンコク、上海、台北、ニューヨーク、ロンドン、パリ、シンガポール、ジャカルタ、ソウル）で全10公演を開催したライヴツアーである。
L'Arc〜en〜Cielとしては、2008年に開催したライヴツアー「TOUR 2008 L'7 〜Trans ASIA via PARIS〜」以来約3年9ヶ月ぶりとなる海外公演を含むツアーとなっている。前回のツアーは東アジアを中心としたツアーであったが、このツアーでは東南アジアに加え、ニューヨーク（アメリカ）、ロンドン（イギリス）でも開催されている。L'Arc〜en〜Ciel史上最大規模の海外ツアーとなったが、hydeはこのツアーを始める前に発表した自叙伝において「今回の"20th L'Anniversary WORLD TOUR 2012"は、俺達にとって新しい展開だから楽しみにしてるんだ。L'Arc〜en〜Cielってね、案外、面白いポジションにいると思ってて。要は、歴史があるから、所詮、小さなレベルではあるけど、世界的にも認知があってファンが待ってる。ある程度のお金も使えるから、多少、黒字じゃないライヴがあっても、ツアーを回れるだろうし。そういう事が出来るアーティストって、多分、数えるくらいしかいないと思うんだよね。だからこそ、今はアリーナ中心のワールドツアーを回って、その事実がL'Arc〜en〜Cielや日本の歴史に大きく刻まれる事が大切で。結果、それが他との差別化に繋がって、バンドがステップアップすると思うんだよ。L'Arc〜en〜Cielっていうバンドの良いところを活かすタイミングが来たんだよ」とツアーに対する想いを述べている。また、hydeは同著書で「日本の文化って世界的にもすごく人気で、熱狂的なファンもいっぱい居るじゃない？だからホント、やりようはいっぱいあると思うんだよね。日本っていう看板には固執しないけど、人目に触れるのは重要だから、このタイミングで俺達はやっておくべきなんじゃないかな？良い物はブームが去った後でも残ると思うから。そこは一応、自分が居るバンドだから、俺の来た道を愛せるようにしたいっていう意味でも、何かしらの軌跡を作りたいんだろうな。多分、このタイミングしかないと思うんだよね、20年経って、これ以上に精力的に動くと思えないし」と述べている。
そして、このツアーでは2012年3月25日に日本人ミュージシャンとして初のニューヨーク・マディソン・スクエア・ガーデンの単独公演を敢行している。ちなみにtetsuyaは、ニューヨーク公演を含め、このワールドツアーで"有名"と刺繍された上着を着用している。これは、マディソン・スクエア・ガーデンに初めて立った日本人アーティストであるLOUDNESSのボーカリスト、二井原実が着ていたシャツのデザインをオマージュしたもので、tetsuya曰く、リスペクトの想いを込めて着用したという。なお、ニューヨーク公演が決まった当初は、マディソン・スクエア・ガーデンの附属施設となるシアターでの開催が予定されていたという。ただ、多くのチケット申し込みがあったことに伴い、アリーナでの公演に変更されるに至ったという背景がある。そして、この公演の模様は、日本全国29ヶ所の映画館において、2012年3月26日午前9時から生中継でライヴビューイングされている。余談だが、日本の音楽関係者もこのライヴビューイングを観賞しており、亀田誠治（東京事変）も訪れていたという。また、2012年3月27日のニューヨークタイムズ紙には、ポピュラー音楽評論家のジョン・ペアレスによる本公演のライヴレポート掲載された。
セットリストは、海外公演を中心としたライヴツアーだったこともあってか、2012年2月に発表した12枚目のアルバム『BUTTERFLY』に収録されたシングル表題曲や、ヒットシングル曲を組み合わせた構成となっている。また、セットリストには公式Facebookで実施した「L'Arc World Records」の投票結果も反映されている。ちなみにこのツアーのライヴ会場では海外版ベストアルバム『WORLD'S BEST SELECTION』が販売されているが、このアルバムの収録曲は前述の投票結果を踏まえて決定されている。なお、このベストアルバムは、欧州での公演を終えた後、ヨーロッパでアジア圏のアーティストのCD流通業を営むドイツのレコード会社、Gan-Shin Recordsより発売されている。
また、本ツアーの模様は2012年7月21日にNHK BSプレミアムで放送された音楽番組『音楽熱帯夜 "L'Arc〜en〜Ciel Live at Madison Square Garden WORLD TOUR 2012"』にて、ニューヨーク公演前日のインタビューと共に一部放映されている。この番組ではニューヨーク公演から「いばらの涙」「CHASE -English version-」「GOOD LUCK MY WAY」「HONEY」「DRINK IT DOWN」「READY STEADY GO」「あなた」「Blurry Eyes」「虹」の計9曲のライヴ映像が放送されている。さらに、この番組ではニューヨーク公演以外のライヴの模様も放送されており、ロンドン公演からは「X X X -English version-」「forbidden lover」「STAY AWAY」の3曲が、ジャカルタ公演からは「MY HEART DRAWS A DREAM」「SEVENTH HEAVEN」の2曲が放映されている。
ちなみに、本ツアーのライヴ映像に関しては、2012年12月26日に発表したライヴビデオ『WORLD TOUR 2012 LIVE at MADISON SQUARE GARDEN』にニューヨーク公演の模様が収録されている。また、2019年12月11日から公式YouTubeアーティストチャンネルで7日連続で実施した企画「YouTube Seven days 2019」において、ニューヨーク公演で披露した「READY STEADY GO」のライヴ映像がプレミア公開されている。さらに、2021年には、同年に開局30周年を迎えたテレビ局、WOWOWとバンドのコラボレーション企画「WOWOW×L'Arc〜en〜Ciel 30th L'Anniversary Special Collaboration」の一環として、同年3月28日にジャカルタ公演、同年12月21日にニューヨーク公演の模様がWOWOWでダイジェスト放送されている。ジャカルタ公演の放映日には、hydeがソロ名義で開設したニコニコチャンネル『HYDE CHANNEL』において同時視聴企画を行っている。
なお、このツアーのブッキングにあたり、バンドの所属事務所の代表を務める大石征裕は、アジアや欧州のプロモーターとの連携をとったと2020年に発表した自身の著書で綴っている。また、マディソン・スクエア・ガーデンで公演を行うにあたり、ジェフ・ベックやニルヴァーナのA&Rも務めたカズ宇都宮とともに、キョードー東京の当時の会長で、1966年のビートルズ初来日の招聘メンバーでもあった嵐田三郎らにコンタクトを取ったという。その後、嵐田の協力もあり、大石は米国最大手のイベントプロモーター、AEG LIVEとやり取りできるようになり、マディソン・スクエア・ガーデンの過密スケジュールの中で日程を押さえ、日本人アーティストとして初めて同所での単独公演開催が実現している。大石はこのツアーを振り返り「海外のプロモーターはチケットの売れ行きを見て、動きが鈍かったとしても売ろうとする努力をあまりしてくれない傾向にある。あくまでもビジネスであり、そこではリスクをとるものが決定権を持つ。もしも売れない場合にはチケットの値段を下げて叩き売ってしまい、換金していくという。数字と契約重視であり、数字を稼げないアーティストには目もくれないのだ。ある種合理的なビジネスとして、有るべき姿なのかもしれない」「マディソン・スクエア・ガーデン公演の終演後に、AEGが"こんな素晴らしいコンサートなら、次回は我々が主催したい！"と声をかけてきたことが、私は一番嬉しかった」と述懐している。また、マディソン・スクエア・ガーデン公演を終えた後のインタビューにおいて、hydeは「演奏中にトラブルもあったけど、信頼しているメンバーとスタッフだから乗り越えられた。アメリカのファンはクールだと思ってたけど、一緒に歌ってくれて感動した」「今までのライブの中で一番覚悟が違った。日本の旗を持ってきてライブをした気分だった」、tetsuyaは「ニューヨークでのライブは初めてなんで、いろいろ問題も多くて課題の残るライブだった」と振り返っている。

### 20th L'Anniversary WORLD TOUR 2012 THE FINAL
「20th L'Anniversary WORLD TOUR 2012 THE FINAL」は、L'Arc〜en〜Cielが「WORLD TOUR 2012」のクライマックスを飾る日本凱旋公演として、2012年5月12日から同年5月27日にかけて日本3都市（横浜、大阪、東京）で全6公演を開催したライヴツアーである。なお、この日本凱旋ツアーのキャッチコピーとして、＜ニホンノミナサン、コニチワ。＞というワードが使われている。
このツアーでは、日産スタジアム、ユニバーサル・スタジオ・ジャパン野外特設ステージ、国立競技場（通称：旧国立競技場）の3つの野外会場をまわっており、L'Arc〜en〜Cielとしては1999年に開催したライヴツアー「1999 GRAND CROSS TOUR」以来となる野外公演のみで組んだツアーとなった。また、5月26日・27日に実施した国立競技場（通称：旧国立競技場）での最終公演は、ミュージシャンとしては史上4組目、ロックバンドでは初の同所での公演となった。
セットリストは、ライヴツアー「WORLD TOUR 2012」と同様にヒットシングル曲が多く組み込まれているが、このツアーから新たに演奏曲目を追加している。横浜・大阪公演のセットリストには、「WORLD TOUR 2012」で披露されていなかった、2012年2月に発表した12枚目のアルバム『BUTTERFLY』で初音源化された、いわゆるアルバム曲（「Bye Bye」「shade of season」「wild flower」「未来世界」）が組み込まれている。また、「C'est La Vie」が約15年ぶりにセットリストに入っている。東京公演では、横浜・大阪公演のセットリストから変更し、「In the Air」「夏の憂鬱 [time to say good-bye]」「flower」「Shout at the Devil」「NEO UNIVERSE」などを新たに追加している。ちなみにこのツアーからはライヴグッズとして、日本のCGアニメ『The World of GOLDEN EGGS』とコラボレーションした「L'Arc〜en〜Ciel×ゴールデンエッグス Tシャツ」が発売されている。
なお、東京・国立競技場の公演では、ツアーの集大成ともいえる充実した内容と大掛かりな演出が繰り広げられている。ライヴのオープニングでは、競技場ゲートから大人数のマーチングバンドが入場し、バンド名を冠したL'Arc〜en〜Cielの代表曲「虹」を演奏するパフォーマンスが行われた。その音色をバックに、フロートに乗ったメンバー4人が競技場を半周し、バックスタンド正面に到着したタイミングでスタンド最上部の聖火台が点火されるといった演出が盛り込まれた。
ちなみに、本ツアーのライヴ映像に関しては、2013年3月20日に発表したライヴビデオ『20th L'Anniversary WORLD TOUR 2012 THE FINAL LIVE at 国立競技場』に国立霞ヶ丘競技場陸上競技場公演の模様が収録されている。また、2019年12月11日から公式YouTubeアーティストチャンネルで7日連続で実施した企画「YouTube Seven days 2019」において、この公演で披露した「CHASE」のライヴ映像がプレミア公開されている。なお、公式YouTubeアーティストチャンネルにアップロードされた「CHASE」のライヴ映像は、2012年5月26日に実施した初日公演の模様となっている。さらに、2021年5月23日には、同年に開局30周年を迎えたテレビ局、WOWOWとバンドのコラボレーション企画「WOWOW×L'Arc〜en〜Ciel 30th L'Anniversary Special Collaboration」の一環として、ユニバーサル・スタジオ・ジャパン野外特設ステージ公演の模様がWOWOWでダイジェスト放送されている。

### 20th L'Anniversary Year Live in Hawaii
「20th L'Anniversary Year Live in Hawaii」は、L'Arc〜en〜Cielが「WORLD TOUR 2012」を締めくくる最後の公演として、2012年5月31日にハワイ・ホノルルで開催したライヴである。
このライヴには、日本から訪れたファンや世界各国のファン、さらにハワイを訪れていた観光客など、5000人以上が訪れている。会場となったワイキキシェルは海岸に程近い半円形の野外ステージとなっており、風がやや強いものの穏やかな晴天に恵まれ、ステージ上にもヤシの木が用意されるなど、南国気分を存分に味わえる雰囲気の中での公演となった。また、公演中には、ホノルル市の当時の市長、ピーター・カーライルが登場し、L'Arc〜en〜Cielが全世界で約45万人を動員したツアーの最終公演をホノルルで開催したこと、日本とハワイの友好関係を深めたことに感謝し、2012年5月31日を「L'Arc〜en〜Cielの日」に制定したことを発表した。ちなみにこの公演の翌日の2012年6月1日には、ファンクラブ会員限定のライヴ&イベント「LE-CIEL Presents ハワイ アン シエル Special Live」が同所で実施されている。
セットリストは、ライヴツアー「20th L'Anniversary WORLD TOUR 2012 THE FINAL」の国立競技場公演とほぼ同じ内容となっている。なお、この公演では「花葬」が披露されたが、アコースティックアレンジを施したバージョンで演奏されている。ちなみに「花葬」のライヴ音源は、2013年3月20日に発表したライヴビデオ『20th L'Anniversary WORLD TOUR 2012 THE FINAL LIVE at 国立競技場』のDVD版の初回生産限定盤（ホノルル盤）に付属するCDに収録されている。また、この公演の最後では「Bye Bye」が披露されているが、これはライヴ当日の未明に不慮の事故で亡くなった、ツアーに同行していたスタッフに向けて演奏されたものである。演奏前のMCでhydeは「ちょっと仲間のために1曲だけ…あの…演奏したいと思います。ちょっと…逝っちゃったやつがいるんで、そいつの大好きだった曲を、1曲だけ、そいつに捧げたいと思います」と語っている。なお、このスタッフは音楽雑誌『R&R NewsMaker』の元編集長の田中学（愛称：ターさん）で、L'Arc〜en〜CielやVAMPSのツアーパンフレットの編集や、tetsuyaがソロ名義で開催したイベントの司会、tetsuyaが発表したインタビュー本『哲学2。』の制作に携わっていた人物であった。「Bye Bye」の演奏の模様は、2014年12月5日に公開開始した、ワールドツアーに密着したドキュメンタリー映画『Over The L'Arc-en-Ciel』で一部放映されている。
ちなみに、本公演のライヴ映像に関しては、2021年4月25日に、同年に開局30周年を迎えたテレビ局、WOWOWとバンドのコラボレーション企画「WOWOW×L'Arc〜en〜Ciel 30th L'Anniversary Special Collaboration」の一環として、WOWOWでダイジェスト放送されている。
なお、上記の一連のライヴツアーを終え、L'Arc〜en〜Cielの活動ペースは停滞していくこととなる。ハワイ公演を終えてからの活動は、2017年に行ったバンド結成25周年ライヴ「25th L'Anniversary LIVE」までの約5年間で、ライヴツアー0本、単発ライヴ3回（計6公演）、ライヴイベント出演1回と、過去のライヴ開催頻度と比較しても極端に少なくなっている。L'Arc〜en〜Cielの活動が鈍化した背景について各メンバーが言及することが少ないため、真偽は不明だが、バンドの所属事務所の代表を務める大石征裕は「（ワールドツアーを）やり終えた後に、メンバーや私も含めて全員から出た言葉は"疲れた"だった。心身ともに疲れ、辛かったというのが全員の感想で、4人のなかの価値観の違いとか、夢を掲げているだけでは無理があるのでないかということも感じた」と2020年に発表した自身の著書で綴っており、メンバー間でバンド活動の方向性に違いが生まれたことを示唆している。また、大石は同著書で「関係スタッフが二人、不慮の事故で立て続けに亡くなっていることも、我々の心に大きく影を落としていた」とも綴っている。そして、L'Arc〜en〜Cielは2017年の結成25周年ライヴを終えた後、ライヴの企画・制作を所属事務所のMAVERICKから、世界最大のコンサートプロモーターであるライヴ・ネイションに移し、新たなライヴ制作体制のもとで再び活動を進めていくことになる。

## DVD・Blu-ray
- 『WORLD TOUR 2012 LIVE at MADISON SQUARE GARDEN』 - 2012年に開催したライヴツアー「WORLD TOUR 2012」の3月25日に行ったニューヨーク公演の模様を収録
- 『20th L'Anniversary WORLD TOUR 2012 THE FINAL LIVE at 国立競技場』 - 2012年に開催したライヴツアー「20th L'Anniversary WORLD TOUR 2012 THE FINAL」の5月27日に行った東京2日目公演の模様を収録
- 『DOCUMENTARY FILMS 〜WORLD TOUR 2012〜「Over The L'Arc-en-Ciel」』  - 2012年に開催したライヴツアー「WORLD TOUR 2012」のドキュメンタリー・ビデオ